# Colastes pubicornis
Colastes pubicornis är en stekelart som först beskrevs av Thomson 1892.  Colastes pubicornis ingår i släktet Colastes och familjen bracksteklar. Arten är reproducerande i Sverige. Utöver nominatformen finns också underarten C. p. taiwanicus.